# Maciej Żółtowski
Maciej Żółtowski (ur. 27 maja 1971 w Warszawie) – polski dyrygent, kompozytor, skrzypek i pedagog.

## Edukacja
W 1996 uzyskał dyplom z wyróżnieniem z kompozycji w klasie Mariana Borkowskiego na Akademii Muzycznej im. Fryderyka Chopina w Warszawie, a w 1997 dyplom z wyróżnieniem z dyrygentury symfoniczno-operowej w klasie Ryszarda Dudka na tej samej uczelni.
Swoje umiejętności dyrygenckie doskonalił m.in. na kursach mistrzowskich Jurija Simonowa w Budapeszcie, Gianluigi Gelmettiego w Accademia Musicale Chigiana w Sienie, Zoltána Peskó i László Tihanyi podczas International Bartók Seminar w Szombathely. Uczestniczył też w kursach dla młodych kompozytorów, m.in. w Wakacyjnych Kursach w Kazimierzu Dolnym (organizowanych przez Polskie Towarzystwo Muzyki Współczesnej), Spotkaniach Młodych Kompozytorów w Apeldoorn w Holandii (organizowanych przez Fundację Gaudeamus), Międzynarodowych Kursach Muzyki Komputerowej w Warszawie.

## Nagrody i osiągnięcia
- 1993 – Stypendium Ministra Kultury i Sztuki
- 1994 – Stypendium Ministra Kultury i Sztuki
- 1995 – II nagroda na Ogólnopolskim Konkursie Młodych Kompozytorów „Musica Sacra” za Victimae paschali laudes na chór mieszany (1994).
- 1995 – Stypendium im. Tadeusza Bairda
- 1999 – Finalista Międzynarodowego Konkursu Kompozytorskiego „Next Millenium” im. Tōru Takemitsu w Tokio, podczas którego prezentowane były jego Cztery utwory na orkiestrę (1994)
- 2000 – Stypendium dla Młodych Dyrygentów Japońskiej Fundacji Muzycznej JESC
- 2002 – Stypendium Funduszu Popierania Twórczości w Ministerstwie Kultury
- 2002 – Półfinalista X–go Międzynarodowego Konkursu Dyrygenckiego Telewizji Węgierskiej im. Jánosa Ferencsika
- 2002 – Srebrny Krzyż Zasługi[1]
- 2011 – Radomska Nagroda Kulturalna
- 2012 – Pro Masovia
- 2013 – Srebrny Medal Opiekuna Miejsc Pamięci Narodowej
- 2017 – Brązowy Medal „Zasłużony Kulturze Gloria Artis”

Jego utwory wykonywane były na festiwalach w Polsce, jak i w Tatarstanie, na Ukrainie, Białorusi, w Mongolii, Rosji, Japonii, Chinach. Dokonał nagrań polskiej muzyki współczesnej dla takich firm fonograficznych, jak Acte Préalable, CordAria, DUX, Falconia Records, ZFR Records. Nagrane przez niego płyty otrzymały nagrody Diapason 5 oraz Excepcional Scherzo, zostały nominowane do International Classical Music Awards (ICMA), Superjedynek oraz do Nagrody Muzycznej Fryderyk.
Był założycielem, a także – w latach 1989–1995 – dyrygentem Orkiestry Kameralnej Jeunesses Musicales „Con Spirito”, z którą koncertował w kraju i za granicą oraz dokonał wielu prawykonań utworów młodych kompozytorów polskich. W latach 1994–1996 był przewodniczącym Koła Młodych Związku Kompozytorów Polskich, w latach 1996–1997 członkiem Kolegium Muzycznego Polskiego Radia. W latach 1995–2000 pełnił funkcję sekretarza generalnego, a od 2001 do 2003 roku był prezesem Stowarzyszenia Polskiej Młodzieży Muzycznej „Jeunesses Musicales de Pologne” i sprawował funkcję sekretarza Oddziału Warszawskiego Związku Kompozytorów Polskich. Od 2010 roku jest prezesem Polskiego Towarzystwa Muzyki Współczesnej. W latach 2002–2005 był dyrektorem artystycznym i pierwszym dyrygentem Cyprus State Orchestra w Nikozji, z którą poprowadził przeszło 80 koncertów, przedstawień baletowych i operowych, a także kilka tournées zagranicznych – m.in. do Francji, Wielkiej Brytanii, Danii i Grecji. Współpraca ze Steinway Club – Cyprus zaoowocowała utrwalonymi na płytach koncertami z takimi artystami, jak Dimitris Sgouros i Thomas Duis oraz Koncertem na dziesięć fortepianów i orkiestrę. Od 1996 roku wykłada na Uniwersytecie Muzycznym Fryderyka Chopina w Warszawie. W latach 2005–2006 był wykładowcą w Cyprus College w Nikozji. Był pierwszym dyrektorem Radomskiej Orkiestry Kameralnej. Pełnił tę funkcję w latach 2007–2017. W latach 2020–2023 był dyrektorem muzycznym Catskill Symphony Orchestra w USA, od 2022 r. jest dyrektorem artystycznym Fenimore Chamber Orchestra (USA).
Ponadto pracował z wieloma orkiestrami w kraju i za granicą, m.in.: Orquesta Sinfónica de Salta, Orquesta Sinfónica Provincial de Rosario (Argentyna), Orkestra Akademik Başkent (Turcja), Deutsches Kammerorchester Berlin (Niemcy), Vogtland Philharmonie (Niemcy), Lisbon Metropolitan Orchestra (Portugalia), Liszt-Wagner Orchestra, Matáv Symphony Orchestra w Budapeszcie (Węgry), North Hungarian Symphony Orchestra w Miszkolcu (Węgry), Savaria Symphony Orchestra w Szombathely (Węgry), Sofia Festival Orchestra (Bułgaria), Wuhan Symphony Orchestra (Chiny), Pilsen Philharmonic (Czechy), Mikkeli City Orchestra (Finlandia), Sinfonia Finlandia Jyväskylä, Basler Festivalorchester (Szwajcaria), Cyprus State Orchestra (Cypr), Las Colinas Symphony Orchestra, Catskill Symphony Orchestra (USA), Orquesta Sinfónica de la Universidad de Guanajuato, Orquesta Sinfónica del Estado de México, Monterrey UANL Symphony Orchestra (Meksyk), Orquesta de Cámara de Bellas Artes (Meksyk), Orquesta Sinfónica de Yucatán (Meksyk), Orquesta Sinfónica de Cuenca (Ekwador), Mołdawską Operą Narodową, z orkiestrami polskich filharmonii: Poznańskiej, Białostockiej, Szczecińskiej, Bałtyckiej, Jeleniogórskiej, Świętokrzyskiej, Koszalińskiej, Olsztyńskiej, Sudeckiej, a także z Polską Orkiestrą Radiową, Narodową Orkiestrą Symfoniczną Polskiego Radia, Orkiestrą Akademii Beethovenowskiej i Płocką Orkiestrą Symfoniczną. Koncertował również z Zespołem Kameralistów Polskich „Camerata Vistula” oraz z Warszawską Grupą Perkusyjną i Wota Percussion Group.

## Ważniejsze kompozycje
- Gow', poemat symfoniczny na chór i wielką orkiestrę (1990)
- Affecti na skrzypce i flet tenorowy prosty (1991)
- Quincunx na flet, klarnet, dwa puzony i kontrabas (1992)
- Quartetto per strumenti da corde na kwartet instrumentów mongolskich (1993)
- Tantra na kwintet wokalny i organy (1993)
- Anagoge na sarangi, perkusję i organy (1994)
- Beg-tse na perkusję solo (1994)
- Thang-ka na taśmę (1994)
- Victimae paschali laudes na chór mieszany a cappella (1994)
- Cztery utwory na orkiestrę (1994)
- Emet na skrzypce i media elektroniczne (1995)
- Beg-tse II na kwartet perkusyjny (1995)
- Koncert klawesynowy (1995)
- De libertate humana – Parts I per due cori misti, complesso di musica antica, complesso di musica moderna ed orchestra grande (1996)
- Frühlingswinter, pieśń na baryton, klarnet i fortepian (1997)
- Wiepers Dorf, pieśń na baryton, klarnet i fortepian (1997)
- Intermezzi I na fortepian (1997)
- Intermezzi II na fortepian (1998)
- Intermezzi III na fortepian (1999)
- Praeludium I na skrzypce (1999)
- Zwischen Zeiten, projekt audiowizualny do tekstów Plotyna z instalacją świetlną na 4 perkusje, 4 oboje, 4 klarnety i taśmę (1999)
- Passacaglia na fortepian (2000)
- Praeludium II na skrzypce (2000)
- Uwertura na zespół perkusyjny (2001)
- Ballad Sakegura na fortepian (2002)
- Madrigal na chór mieszany i kwartet smyczkowy (2007)
- Cadenza I i II na flet solo (2009)
- Cadenza I i II na obój solo (2009)
- Cadenza I i II na klarnet solo (2009)
- Ku Muzom na chór żeński a cappella do słów Jana Kochanowskiego (2015)
- Rymy na chór żeński i orkiestrę do słów Jana Kochanowskiego (2017)
- 3 × 9 na dwa flety i organy (2018)

## Dyskografia kompozytorska
- Maciej Żółtowski – Victimae Paschali Laudes, wykonawcy: Chór Akademii Teologii Katolickiej, Reanta Landowska-Szczerbaczewicz (sopran), Kazimierz Szymonik (dyrygent) – Chór Akademii Teologii Katolickiej – 1996 (DUX)[4]
- Maciej Żółtowski – pieśni: Wiepers Dorf i Frühlingswinter, Intermezzo I – Frühlingswinter, Wiepersdorfer Gedichte und Lieder – 1998 (Falconia® Records, CD 29031998)
- Maciej Żółtowski – Beg-tse I – II Międzynarodowy Konkurs Współczesnej Muzyki Kameralnej im. Krzysztofa Pendereckiego w Krakowie – 1998 (ZFR Records, ZCD-036)
- Maciej Żółtowski – Quartetto per strumenti da corde, wykonawcy: Oriental Instruments Quintet – The New Polish Music Panorama II – Chamber Music – 1998 (Acte Préalable)[5]
- Maciej Żółtowski – EMET na skrzypce i taśmę, Maciej Żółtowski (skrzypce) – The New Polish Music Panorama V – Electro-Acoustic Music – 1999 (Acte Préalable)[6]
- Maciej Żółtowski – Beg-Tse II na kwartet perkusistów, wykonawcy: Warsaw Percussion Group – The New Polish Music Panorama IV – Master and his pupils – 1 – 2001 (Acte Préalable)[7]
- Maciej Żółtowski – Victimae paschali laudes – Gaude Mater Festival – 1 – Composers Competition „Musica Sacra” – 2001 (Acte Préalable)[8]
- Maciej Żółtowski – Victimae Paschali Laudes, wykonawcy: Polish Chamber Choir Schola Cantorum Gedanensis, Jan Łukaszewski (dyrygent) – Musica Polonica Nova – Warsaw Composers 1 – 21st Century Polish Choral Music – 2001 (Acte Préalable)[9] – płyta nominowana do Fryderyka 2004[10]
- Maciej Żółtowski – Victimae paschali laudes, wykonawcy: Chór Kameralny UAM, Krzysztof Szydzisz (dyrygent) – Tobie i sobie śpiewam – 2003 (Stowarzyszenie Przyjaciół Chóru Kameralnego UAM)[11]
- Maciej Żółtowski – Beg-tse I, wykonawcy: Edith Salmen (multiperkusja) – Schlagzeug EDITH SALMEN – 2004 (CordAria CACD, 537)
- Maciej Żółtowski – Beg-tse I, wykonawcy: Edith Salmen (multiperkusja) – Edith Salmen, Percussion – 2010 (Castigo)

## Dyskografia dyrygencka
- Paweł Łukaszewski – Recordationes de Christo moriendo na mezzosopran i orkiestrę kameralną, wykonawcy: Deutsches Kammerorchester w Berlinie, Maciej Żółtowski (dyrygent) – Paweł Łukaszewski (1968) – Missa pro Patria – 1998 (Acte Préalable)[12]
- Marian Borkowski – Variant, wykonawcy: Deutsches Kammerorchester, Maciej Żółtowski (dyrygent) – Marian Borkowski (1934) – Symphonic and Sacred Works – 1999 (Acte Préalable)[13]
- Marian Sawa – Koncert na organy, wykonawcy: Camerata Vistula, Maciej Żółtowski (dyrygent) – Marian Sawa (1937–2005) – Organ Works – I – 1999 (Acte Préalable)[14]
- Siergiej Rachmaninow – Koncerty fortepianowe nr 2 i 3, Savvas Savva Steinway’s Sesquicentennial, wykonawcy: Dimitris Sgouros (fortepian), Thomas Duis (fortepian), Cyprus State Orchestra, Maciej Żółtowski (dyrygent) – 2004 (The Steinway Club Cyprus)
- Savvas Savva – Medieval Cyprus – Koncert na 10 fortepianów i orkiestrę, wykonawcy: Cyprus State Orchestra, Maciej Żółtowski (dyrygent) – 2005 (The Steinway Club Cyprus)
- Grażyna Bacewicz – Utwory na Orkiestrę Kameralną vol. I i II, wykonawcy: Radomska Orkiestra Kameralna, Maciej Żółtowski (dyrygent) – 2008 (DUX) – płyta nominowana do Fryderyka 2010[15], otrzymała Nagrodę Muzyczną Diapason 5 oraz Excepcional Scherzo[16], a także została nominowana do International Classical Music Awards (ICMA)[17]
- Włodzimierz Pawlik – Muzyka do filmu Rewers, wykonawcy: Sinfonia Juventus, Maciej Żółtowski (dyrygent) – 2009 (Polskie Radio)
- Czesław Mozil – Pop (album), wykonawcy: Polska Orkiestra Radiowa, Maciej Żółtowski (dyrygent) – 2010 (Mystic Production) – album został nominowany do nagrody Superjedynki w kategorii „Płyta pop”[18].
- Abel Korzeniowski – Original Motion Picture Soundtrack „Copernicus Star”, wykonawcy: Polska Orkiestra Radiowa, Maciej Żółtowski (dyrygent) – 2011 (La-La Land Records)
- Krzysztof Penderecki Works for String Orchestra, wykonawcy: Radomska Orkiestra Kameralna, Łukasz Długosz (flet), Rafał Kwiatkowski (wiolonczela), Maciej Żółtowski (dyrygent) – 2014 (DUX)[19]